# Jussac
Jussac é uma comuna francesa na região administrativa de Auvérnia-Ródano-Alpes, no departamento de Cantal. Estende-se por uma área de 18,47 km². Em 2010 a comuna tinha 2 088 habitantes (densidade: 113 hab./km²).